# 17218 Stgeorge
17218 Stgeorge este o planetă minoră (asteroid), cu un diametru de 8,632 km, din centura de asteroizi. A fost descoperită pe 30 ianuarie 2000 la Experimental Test Site⁠(d) de Lincoln Near-Earth Asteroid Research. 
Obiectul prezintă o orbită caracterizată de o semiaxă mare de 2,6215835 UAi, o excentricitate de 0,1286932, o înclinație de 3,20637 ° în raport cu ecliptica.